# Eva Syková
 (novembre 2015).
Eva Syková, née le 24 juillet 1944 à Rožmitál pod Třemšínem (aujourd'hui en République tchèque), est une chercheuse et neuro-scientifique tchèque. Elle est sénatrice entre 2012 et 2018. 
Ses recherches portent sur les origines, les mécanismes, la maintenance de l'homéostasie ionique, le volume dans le système nerveux central, le rôle de la transmission extra-synaptique, et les lésions de la moelle épinière,,.  

## Biographie
Eva Syková a mené plusieurs études cliniques, notamment une étude de phase I/II auprès de patients atteints de lésions de la moelle épinière, de sclérose latérale amyotrophique ou de lésions ischémiques des membres inférieurs. 
Elle est directrice de l'Institut de médecine expérimentale et dirige le Centre pour la thérapie cellulaire et la réparation des tissus de l'Université Charles à Prague. Eva Sykova est l'auteur de 421 publications et co-titulaire de sept brevets avec un H-index de 50.